# Харрієт і дурак
Гаррієт і дурень (англ. Harriet and the Piper) — американська драма режисера Бертрама Брекена 1920 року. Прем'єра стрічки відбулась 13 вересня 1920 року.

## У ролях

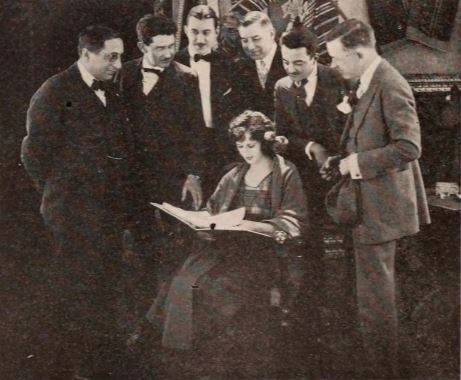
Аніта Стюарт сиділа та читає сценарій, стоять: продюсер Луїс Б. Майєр, режисер Бертрам Брекен, актори Ворд Крейн та Чарльз Річман

- Аніта Стюарт — Гаррієт Філд
- Ворд Крейн[en] — Роял Блондін
- Чарльз Річман — Річард Картер
- Мертл Стедман[en] — Ізабелла Картер
- Маргарет Лендіс[en] — Ніна Картер
- Байрон Мансон — Ворд Картер
- Лойола О’Коннор[en] — мадам Картер
- Ірвінг Каммінгс — Ентоні Поуп
- Барбара ла Марр[en] — Тем O'Шантер